# Note libre
Une note libre est une note diplomatique informelle utilisée en interne dans une ambassade ou lors d'une négociation. Elle est nécessairement sur support papier et est caractérisée par l’absence d'entête et de mention d'auteur.

## Appellation
La note libre est appelée en anglais « non paper ». FranceTerme déconseille vivement l'utilisation de l'expression « non-papier », et lui préfère celui de note libre.

## Utilisations
Lors d'un processus de négociation, la note libre est utilisée pour lancer les négociations et exprimer son point de vue sans s'engager. Elle est ainsi généralement sans entête ni signature. Dans le cadre de négociations impliquant de nombreuses parties, il est courant d'écrire des notes libres communes entre plusieurs corps diplomatiques. La note libre connaît une utilisation croissante depuis les années 1990.
Les notes libres sont rarement traduites lors des négociations internationales.
Si elles ont vocation à ne circuler qu'entre les diplomates, certaines notes libres fuitent et sont couvertes par les médias. D'autres sont publiées par l'État du fait de leur intérêt historique.